# Паспорт гражданина Доминики
Паспорт гражданина Доминики — основной документ, который выдаётся гражданам Доминики для совершения поездок за границу. Паспорт Доминики также является паспортом Caricom, поскольку Доминика является членом Карибского сообщества.
Дизайн паспорта соответствует общим стандартам паспортов Caricom. Покрытие темно-синего цвета (для гражданских лиц) с гербом и названием страны, а также логотипом Caricom на лицевой стороне.

## Визовые ограничения
В 2017 году владельцы паспортов Доминики пользовались безвизовым доступом или визой по прибытии в 119 странах и территориях, занимая 40-е место в мире в соответствии с индексом визовых ограничений.

## Программа получения для иностранных инвесторов
В Доминике существует программа получения паспортов для инвесторов-иммигрантов со следующими особенностями:
- нет требования о проживании;
- включены зависимые дети до 25 лет;
- включены незамужние дочери в возрасте до 25 лет живущие с ВИЧ, в случае полной поддержки главным претендентом;
- ни один минимальный уровень образования не требуется;
- не требуется собеседование, образование или опыт управления;
- безвизовый въезд в более чем 95 стран, включая Шенгенскую зону Европы[2];
- нет налогов для не резидентов.